# Gymnosporangium hemisphaericum
Gymnosporangium hemisphaericum är en svampart som beskrevs av Hara 1917. Gymnosporangium hemisphaericum ingår i släktet Gymnosporangium och familjen Pucciniaceae.   Inga underarter finns listade i Catalogue of Life.